# Kristiansand
Kristiansand är en tätort och stad i södra Norge. Kristiansand är centralort i Kristiansands kommun, residensstad i Agder fylke samt stiftsstad för Agder och Telemarks stift, med 65 506 invånare (1 januari 2022). Staden är en av de snabbast växande i Norge.  
Kristiansands nuvarande domkyrka invigdes 1885.
Universitetet i Agder, som fick universitetsstatus 2007, ligger i Kristiansand. 

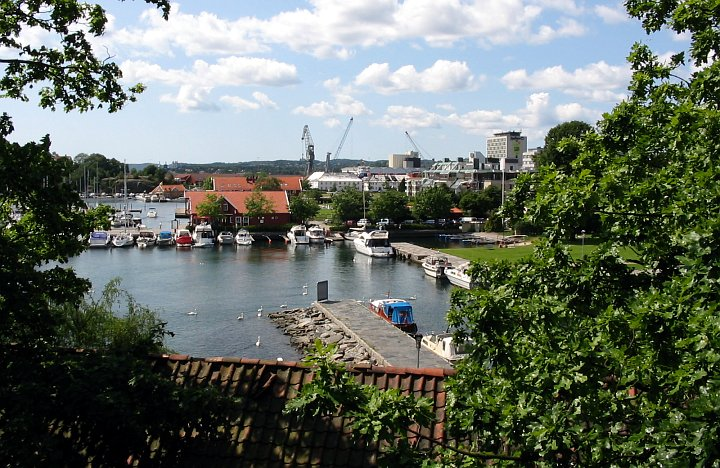
Kristiansand sett från Christiansholm fästning västerut mot gästhamnen med Gravane och hamnområdena vid Lagmannsholmen i bakgrunden.

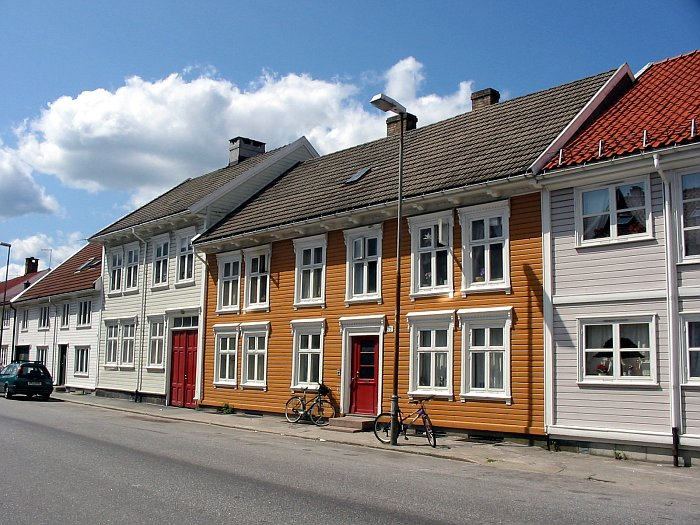
Äldre trähus i centrum av Kristiansand.

## Historik
Kristiansand grundades 1641 av den danske kungen Kristian IV väster om älven Otra med regelbunden rektangulär stadsplan och 15 meter breda gator. Efter en stadsbrand 1892 ersattes trähusen i de södra och centrala delarna av stenhus. Staden hade redan under 1600- och 1700-talen flera befästningar på Flekkerøya och Odderøya söder om staden som skydd mot brandskattning. Under 1800-talet beslutades om dessas rasering, men omkring 1900 anlades åter kustbefästningar vid Gleodden och Odderøya till hamnens skydd.

## Turism och kultur
Kristiansand är känd som en sommarstad med en stor tillströmning av turister under sommarmånaderna. I synnerhet Kristiansands djurpark lockar många turister och hör till de mest besökta turistattraktionerna i Norge. Här finns flera sandstränder och en vacker skärgård.  Här finns också ett rikt kulturliv med bland annat många konserter, festivaler och andra kulturevenemang. År 1995 öppnade Sørlandets konstmuseum och i januari 2012 öppnade Kilden teater- och konserthus, det näst största kulturcentret i Norge efter operahuset i Oslo.
Fotbollslaget IK Start, med hemmamatcher på Sør Arena, är förmodligen den mest kända idrottsföreningen.
Kristiansand är norsk start- och slutpunkt för Riksvei 9 som går upp igenom Setesdalen och europavägarna E18 och E39. Färjeförbindelse finns till danska  Hirtshals. Flygplatsen, Kristiansand flygplats, Kjevik, har förbindelser såväl inrikes som utrikes. Det finns järnvägsförbindelse både österut mot Oslo och västerut mot Stavanger.
Kristiansand blev 1993 utsedd till miljöstad av Miljövårdsdepartementet.